# طول الرحلة
طول الرحلة في الطيران، يعرف على أنها الفترة الزمنية للنقل جوا خلال رحلة. وهناك أربع فئات، قصيرة المدى ومتوسطة المدى، طويلة المدى وفائقة لمسافات طويلة.

## فئات
رحلة قصيرة المدى
رحلات المتوسطة المدى
 رحلات طويلة المدى
رحلات فائقة المدى

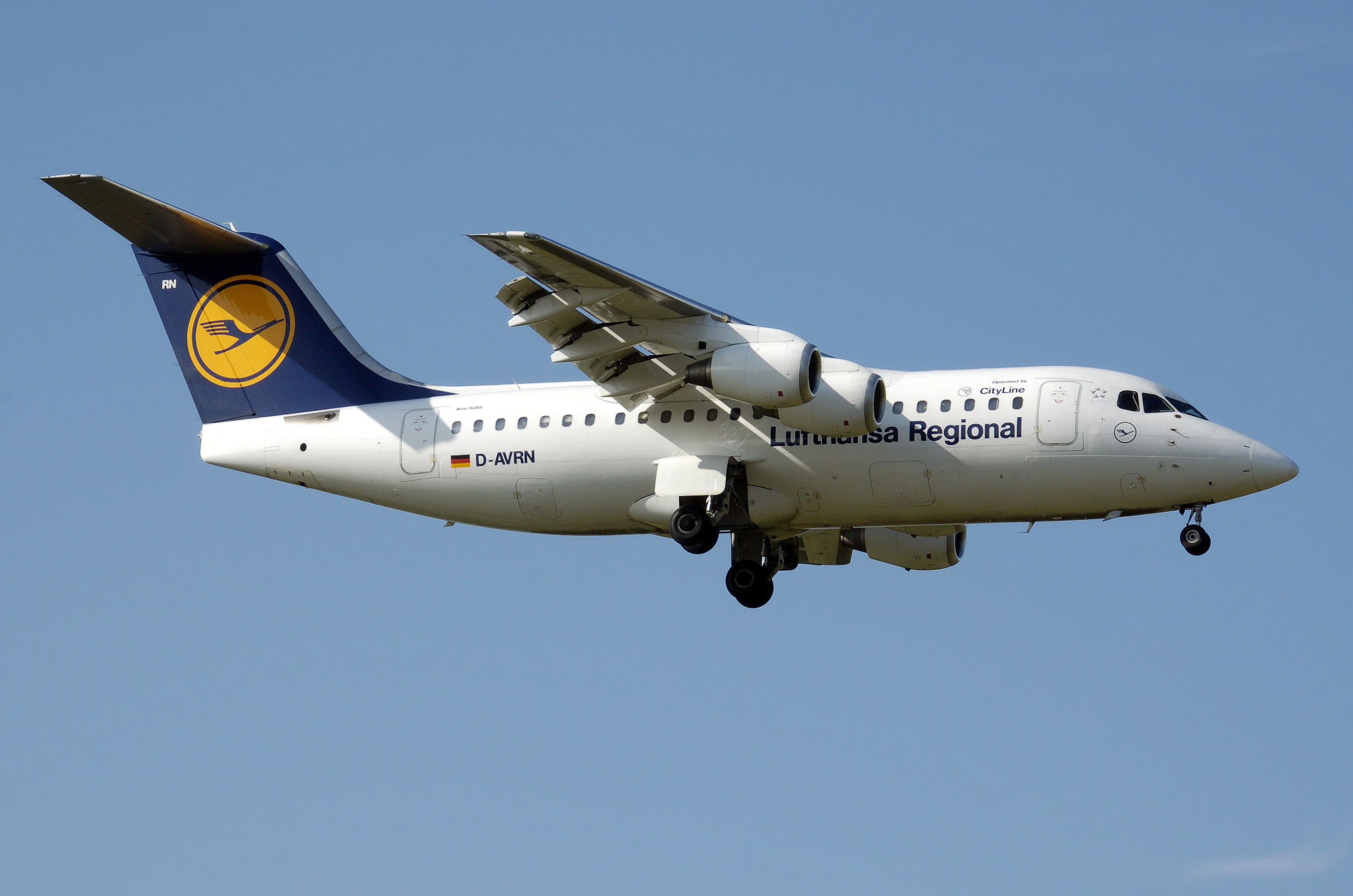
طائرة لوفتهانزا الإقليمية أفرو آر جيه85، نموذج لطائرات القصيرة المدى
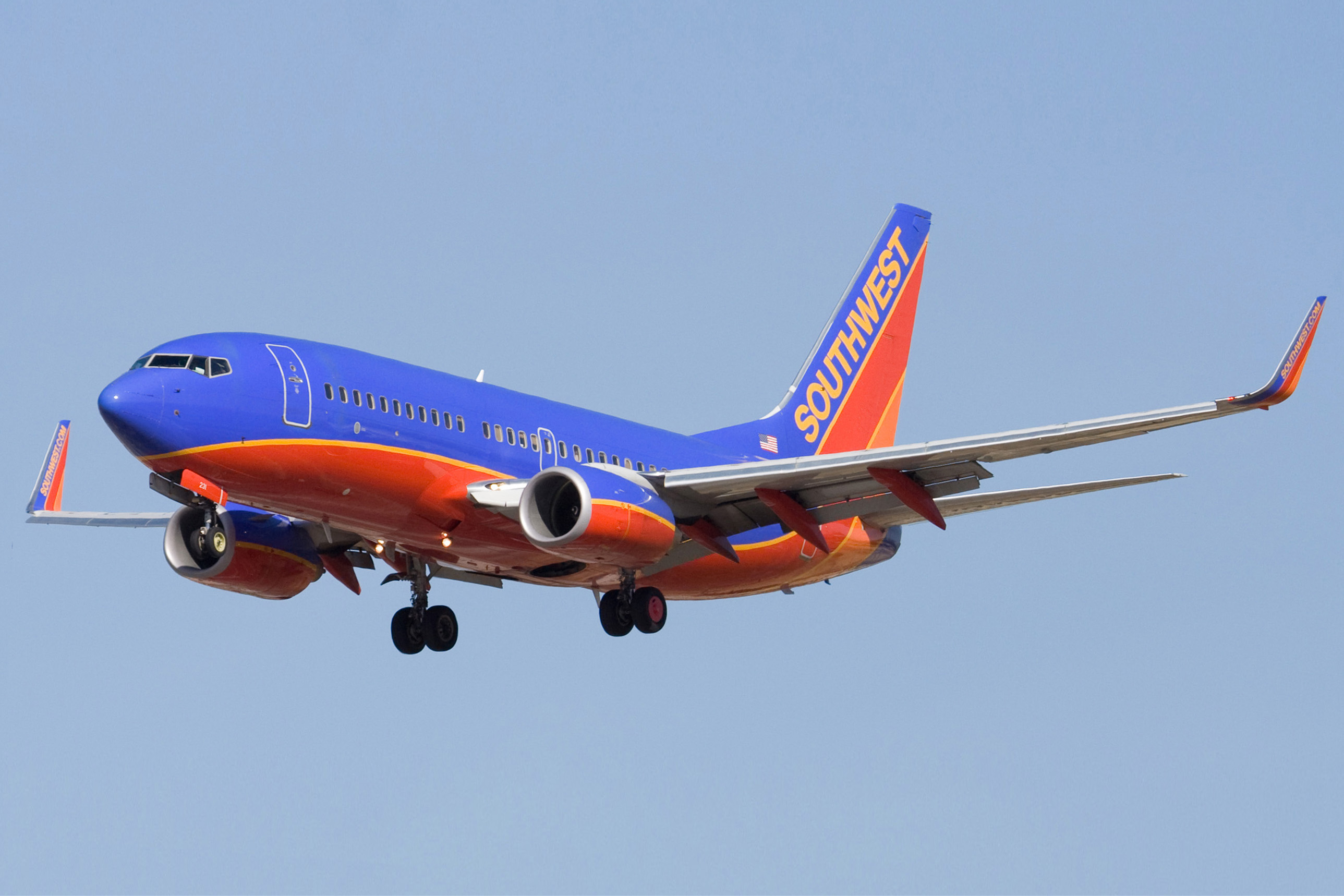
بوينغ 737-700, نموذج للطائرات المتوسطة المدى
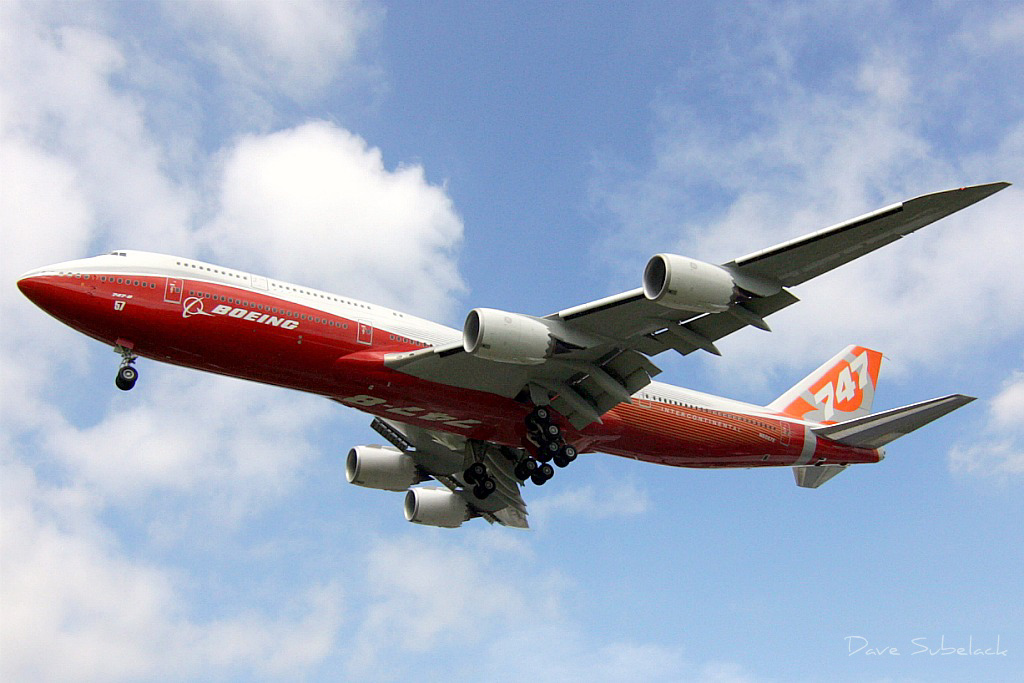
بوينغ 747-8،ثاني أكبر طائرة تجارية طويلة المدى بعد إيرباص إيه 380